# Municipio de Armagh
El municipio de Armagh  (en inglés: Armagh Township) es un municipio ubicado en el condado de Mifflin en el estado estadounidense de Pensilvania. En el año 2000 tenía una población de 3.988 habitantes y una densidad poblacional de 16.6 personas por km².

## Geografía
El municipio de Armagh se encuentra ubicado en las coordenadas 40°45′01″N 77°37′30″O / 40.75028, -77.62500.

## Demografía
Según la Oficina del Censo en 2000 los ingresos medios por hogar en la localidad eran de $35,260 y los ingresos medios por familia eran $38,643. Los hombres tenían unos ingresos medios de $30,718 frente a los $18,520 para las mujeres. La renta per cápita para la localidad era de $13,692. Alrededor del 11,0% de la población estaban por debajo del umbral de pobreza.